# Rat-Man Collection
Rat-Man Collection è stata una serie a fumetti scritta e disegnata da Leo Ortolani ed edita dalla Panini Comics. Conteneva principalmente le storie dell'omonimo personaggio e con in appendice altre serie dello stesso autore come Venerdì 12, L'ultima burba e Gli intaccabili. Esordì nel 1997 sostituendo la prima serie, Rat-Man, e venne pubblicata fino al 2017 quando si interruppe con il n. 122.

## Storia editoriale
La pubblicazione delle storie di Rat-Man in una rivista da edicola avvenne grazie al buon successo in fumetteria della serie autoprodotta e alla buona accoglienza della storia Rat-Man contro il Punitore pubblicata dalla Marvel Italia su Wiz n. 12 nell'ottobre del 1996. Questi aspetti, uniti all'apprezzamento nella redazione della Marvel Italia (etichetta della Panini Comics) per il fumetto, spinsero il direttore della casa editrice modenese Marco Marcello Lupoi ad accogliere il suggerimento del webmaster Stefano Munarini e a proporre a Ortolani (al Lucca Comics & Games del 1996) una pubblicazione delle storie di Rat-Man in edicola per 4 numeri, ognuno dei quali avrebbe presentato un team-up inedito con un personaggio Marvel. Dopo numerosi rifiuti da parte di altre case editrici, per Ortolani si trattava della prima offerta da parte di un editore.
I primi 4 numeri di Rat-Man Collection ebbero cadenza trimestrale, fino alla chiusura della serie autoprodotta. Essendo una serie nuova, senza idee sulle possibili vendite, i suoi resi vennero mandati al macero per i primi 3 numeri; successivamente, viste le richieste di arretrati e avendo disponibili i primi dati di vendita, a partire dal numero 4 questo procedimento venne interrotto. I primi 4 numeri vennero poi ristampati, ma dato l'insoddisfacente riscontro di vendite di questo formato si decise in futuro di rieditare le storie nella nuova serie Tutto Rat-Man, di cui ogni volume raccoglie due numeri della RMC.
L'ottima accoglienza ottenuta e le numerose lettere positive ricevute permisero quindi la continuazione della rivista con storie inedite e con il proposto cambio di nome in Rat-Man Magazine (che poi non avvenne). La testata passò sotto l'etichetta Cult Comics (anch'essa una divisione della Panini Comics) e divenne da allora bimestrale — periodicità minima per permettere ad Ortolani di realizzare il suo lavoro, dal momento che si occupa di ogni aspetto delle sue storie (testi, disegni, chine e lettering, nonché l'angolo della posta).
Dal numero 16, il logo della testata perse la parola "Collection", anche se rimane l'uso di chiamarla così, per non confonderla con la serie autoprodotta. Dallo stesso numero, inoltre, le copertine vennero colorate al computer da Luca Poli, mentre dal numero 21 la colorazione passò al fratello dell'autore, Lorenzo Ortolani, meglio noto come Larry. Dal numero 37 la rivista smise di essere sotto l'ombrello Cult Comics e passò semplicemente a Panini Comics, che appose direttamente il suo logo sugli albi.
L'autore ha più volte dichiarato di voler concludere la serie con il 100º numero, anno per il quale prevede di aver spremuto tutta la comicità dal suo personaggio (disse anche che con il n. 69 finiva la seconda parte su tre della saga di Rat-Man). Successivamente, tuttavia, Ortolani decise che il momento della conclusione non era ancora giunto e che la pubblicazione sarebbe continuata anche oltre il numero 100 per permettergli di portare a compimento le linee narrative che aveva cominciato a sviluppare.
Il 19 gennaio 2016, tramite un post sul proprio blog, Leo Ortolani annuncia però la sua decisione di chiudere la serie di Rat-Man, spiegando di aver oramai concluso ciò che aveva da raccontare con le sue storie e il suo personaggio. Dichiara al contempo di voler terminare con un finale adeguato e degno di nota, un'ultima saga in 10 numeri, che sarebbe iniziata col numero 113 di Rat-Man Collection di marzo 2016 e si sarebbe conclusa con il numero 122 di settembre 2017, che conseguenza sarebbe stato l'ultimo numero della relativa testata. Tuttavia Ortolani afferma che difficilmente si separerà del tutto dal personaggio anche in seguito alla conclusione di Rat-Man Collection e che potrebbe occasionalmente pubblicare altre storie con protagonista il ratto.

Rat-Man Collection n. 16, primo numero della serie senza la parola "Collection"

Nel corso degli anni le pagine della serie non hanno mancato di celebrare avvenimenti importanti della storia di Rat-Man:
- n. 14 (settembre 1999): in occasione del decennale di Rat-Man (la cui prima storia risale al 1989) viene pubblicata la storia Le origini!.
- n. 48 (maggio 2005): in occasione del decennale di una serie col nome di Rat-Man (il primo numero dell'autoproduzione uscì nel 1995) per la prima volta Ortolani acconsente a far pubblicare delle storie di Rat-Man realizzate da altri autori.
- n. 59 (marzo 2007): in occasione del decennale di Rat-Man Collection vengono pubblicati degli articoli di approfondimento sugli inizi di Rat-Man alla Panini Comics e sull'origine del sito ufficiale del personaggio.
- n. 75 (novembre 2009): in occasione del ventennale di Rat-Man viene ripubblicata la storia Le sconvolgenti origini del Rat-Man! nella versione originale, non ridisegnata; inoltre compare nella storia principale lo Stunt, il primissimo supereroe partorito dalla mente di Ortolani (quando aveva 12 anni).
- n. 100 (gennaio 2014): in occasione dei 100 numeri della serie viene pubblicato un albo da 96 pagine con una storia celebrativa da 80 pagine, contenente anche Ognuno ha i suoi problemi (la storia seria che Ortolani inviò per il concorso di Lucca Comics del 1990 insieme alla storia comica Rat-Man); inoltre, in allegato al fumetto è stato distribuito in un numero limitato di copie l'albo celebrativo Rat-Con 2014 solo per i partecipanti all'omonima festa di celebrazione tenutasi a Parma l'11 gennaio 2014, e che conteneva la sceneggiatura originale della prima storia di Rat-Man (1989).

## Produzione
Rat-Man Collection era realizzata interamente da Leo Ortolani, che si occupava personalmente di tutti i contenuti dell'opera. Solo la colorazione delle copertine era affidata ad altri, in particolare al fratello di Leo, Lorenzo Ortolani. Il curatore della rivista era Andrea Plazzi, che si occupava anche dell'editoriale di apertura in seconda di copertina, interventi che concludeva sempre con l'ormai celebre frase «Rat-saluti a tutti (fletto i muscoli e sono nel vuoto)».
In un'intervista Ortolani descrive il suo lavoro di disegnatore e in particolare quali sono le fasi per la realizzazione del suo fumetto. L'idea iniziale parte da poche scene isolate che gli vengono in mente. Il primo lavoro consiste nell'immaginare come si è arrivati a quelle scene e cosa può scaturirne. In questa fase dell'opera, Ortolani continua a inserire idee fino a formare una trama sufficientemente strutturata. Abbozza una prima suddivisione in parti e comincia a creare le battute e le situazioni. L'organizzazione e la raccolta dati durano una settimana o due, in seguito alle quali l'autore preferisce mettersi a scrivere, per rispettare le consegne e perché, disegnando, si schiarisce le idee sulla piega che vuole far assumere alla storia e comincia a filtrare il lavoro precedente, concentrandosi solo su quello che veramente gli servirà.

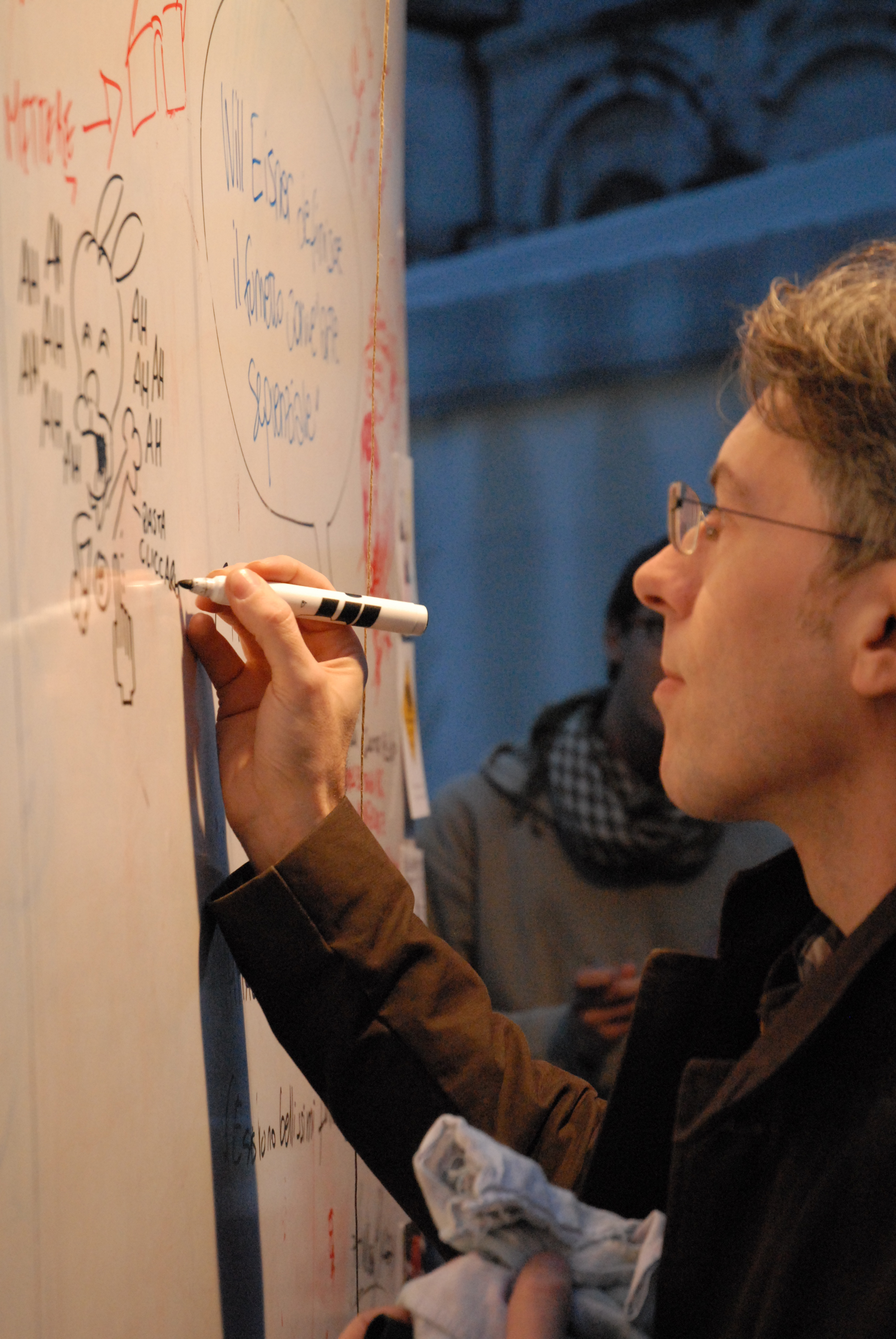
Ortolani disegna Rat-Man sul WikiWall, a Lucca Comics & Games 2010

Inizialmente la distribuzione annuale delle storie di Rat-Man era piuttosto rigida: dei sei racconti pubblicati in un anno, tre erano storie singole (solo comiche) e tre formavano un'unica storia a puntate più impegnata. Nonostante molti lettori prediligano le storie brevi perché più comiche, l'idea alla base delle trilogie è quella di uscire dai condizionamenti di spazio per poter scrivere delle storie più articolate:
Col passare del tempo, tuttavia, la sequenza tre storie brevi/trilogia presentò sempre più eccezioni, tanto che comparvero saghe composte da due, tre, quattro o sei puntate (chiamate genericamente N-logie), a volte anche una di seguito all'altra. Numerose volte una saga è stata ampliata in corso d'opera perché Ortolani si accorgeva di non poterla concludere in modo efficace: la "Quadrilogia del Supereroe" (RMC 17-20) e la "Quadrilogia di Dio" (RMC 41-44), ad esempio, inizialmente erano state concepite come trilogie, mentre l'"Esalogia dell'Ombra" (RMC 64-69) avrebbe dovuto essere una pentalogia, ma l'autore decise di espanderla all'ultimo addirittura dopo aver già consegnato la quinta (e teoricamente ultima) parte alla casa editrice. Quando Ortolani si cimenta con le N-logie, ogni parte della serie è studiata per poter raggiungere il massimo impatto:

## Contenuti

### Serie a fumetti
- Rat-Man: La serie principale della Rat-Man Collection era quella che narrava le avventure di Rat-Man, l'eroe comico nato dalla matita di Leo Ortolani. Oltre alle storie inedite venivano ristampate anche storie già apparse su altre testate (ad esempio Rat-Man vs. Erinni[21], Star Rats episodio 1: Il prescelto[22] o Trappola seducente[23]).
- Venerdì 12: è una serie a fumetti disegnata da Leo Ortolani e apparsa sulla Rat-Man Collection dal n. 5 al 40, esclusi i n. 14, 26 e 28. La vicenda ruota attorno ad Aldo, un uomo trasformato in mostro da un sortilegio, e Giuda, suo fedele servitore; alla ricerca del vero amore per poter spezzare l'incantesimo e far tornare Aldo umano[24]. Fino al n. 13 ristampa le storie brevi già pubblicate su L'isola che non c'è (Edizioni Comica), per poi proporre storie brevi inedite fino al n. 37; dal n. 38 al n. 40, infine, presenta tre storie lunghe di conclusione della serie, diventando per l'occasione la storia principale della testata al posto di quelle di Rat-Man.
- L'ultima burba:  è una serie di strisce che racconta di un gruppo di giovani alle prese con il servizio militare di leva. Le storie sono in parte autobiografiche, basandosi sulla reale esperienza di Ortolani. La pubblicazione comincia a partire dal n. 16 con una ristampa delle strisce già apparse su Sturmtruppen con il proposito di durare per circa 2 anni[25]; successivamente, dato che possedeva ancora del materiale non ancora disegnato e volendo realizzare 4 strisce per ogni giorno di leva (quindi 1464 contro le 382 realizzate fino a quel momento)[26] l'autore continuò la pubblicazione con strisce inedite (con periodicità irregolare) riprendendo dal n. 53.
- Gli intaccabili:  è una serie a fumetti creata da Leo Ortolani e pubblicata su Rat-Man Collection n. 41, 42, 43 e 45, in ballottaggio con una serie di nuove storie brevi incentrate su Dark Mouse (parodia del personaggio di Guerre stellari Darth Maul, già apparso nella storia Il prescelto) per prendere il posto di Venerdì 12 dopo la sua conclusione. Si tratta di ristampe di storie già apparse con buon successo su riviste indipendenti negli anni novanta, la cui narrazione tratta episodi di gioventù di Ortolani e del suo storico gruppo di amici[27].
- Clan:  è una serie di strisce che racconta le vicende di Ortolani e dei suoi amici. La pubblicazione, irregolare e cominciata dal n. 52, prevede la ristampa delle strisce già apparse su riviste indipendenti negli anni novanta, ridisegnate dall'autore.
- Quelli di Parma:  è una serie di strisce create da Leo Ortolani per la Gazzetta di Parma e pubblicate sulla Rat-Man Collection a partire dal n. 76[28].
- Altre storie e strisce: Su Rat-Man Collection trovavano spazio anche storie di Leo Ortolani già pubblicate in altri media, ad esempio Cong![29], Ex-Men - Intrappolati nella zona negativa![30] e Squalo[31]. Molte storie sono state però riscritte completamente e allungate per l'occasione, come Romeo e Giulietta[32] e Supermen[33]. Sono apparse anche strisce e vignette passate. Una di queste è Comixisters (n. 50), striscia in formato tabloid dallo humour macabro incentrata sulle sorelle Satanìa e Zara Comix; Ortolani propose la serie alla Panini Editore nel 1994 per la rivista Comix, ma ottenne un rifiuto in quanto i temi della striscia (morte, sangue, sesso ecc.) non furono giudicate adatte alla rivista[34]. Un'altra è Ai confini della Marvel (n. 59, 61, 64, 65), vignette apparse tra il 1997 e il 1999 su L'Uomo Ragno e Wiz della Panini Comics che parodiavano eventi, storie o personaggi della checklist di quel mese dell'Universo Marvel[35]. Infine, vi è I mille volti di Rat-Man (n. 68), vignette che nel 2003 sostituirono Ai confini della Marvel su L'Uomo Ragno presentando Rat-Man nei panni di altri personaggi a fumetti pubblicati da Panini (Marvel Comics, Image Comics, manga ecc.)[36].

### Articoli e rubriche

Copertina del volume

I miei ragguardevoli sabati sera: I miei ragguardevoli sabati sera è una serie di racconti brevi scritti sotto forma di diario da Michele Ampollini e Marcello Cavalli che narrano le uscite al sabato sera di un gruppo di adolescenti della provincia parmense: Bertozzi detto "il Bertoz", "il Mei" e "il Quaddu". I nomi dei personaggi, a detta di Ampollini, derivano da una filastrocca incisa su un seggiolino dell'autobus della linea Parma-Costamezzana, che diceva «Io amo il Quaddu, lui ama solo Mei, e insieme facciamo il Bertoz». La serie, pubblicata a partire dal n. 30 dopo una segnalazione a Ortolani da parte dello scrittore Paolo Nori, ha anche avuto uno spin-off, pubblicato su n. 47, intitolato La mia ragguardevole tRATtoriata, in cui i personaggi incontrano Leo Ortolani e varie personalità legate al fumetto. A marzo 2016 le storie sono state raccolte in un volume edito da Panini Comics, con l'aggiunta di cinque racconti inediti.
Elenco dei titoli
- Il monumento ai caduti (n. 30)
- Un sabato di ordinario squallore  (n. 31)
- Gioventù carbonizzata (n. 32)
- Full Metal Bertoz (n. 33)
- Il Quaddu come Demons Hill (n. 34)
- Il Mei ha la polla (n. 35)
- Il giorno del mio compleanno (n. 36)
- La malattia del bacio (n. 37)
- Paura nei boschi (n. 38)
- Il ritorno dei morti viventi (n. 39)
- Cade l'ultimo tabù (n. 40)
- La mia ragguardevole tRATtoriata (n. 47)
- La diabolica pesca di beneficenza  (n. 57)
- Le giostre, il dolego e la utopista (n. 58)
- I mostri carnevalesi (n. 61)
- Vacanze al fiume Taro (n. 65)
- Il luna park di Parma (n. 66)
- Giochiamo arruggby (n. 67)
- Tre metri sopra il Bertoz[40] (n. 68)
- Le mille e una noche (n. 70)
- Avventura a Guardalànd (n. 76)
- Lo zio d'America (n. 77)
- Enlarge your Feisbuk (n. 78)
- Mister Autopista (n. 79)
- La grillata di Ferragosto (n. 82)
- Al bar fighetto (n. 83)
- I mitili (n. 86)
- La Spa (n. 88)
- M'han ciulato il fifthy (n. 90)
- La buia (n. 91)
- Alla caccia del giaguaro (n. 93)
- Tu sì che sei figo (n. 94)
- Le erezioni anticipate (n. 95)
- La Morality Patrol (n. 96)
- Una notte alla Leoni (n. 98)
- I porni al municipio (n. 100)
- Il piatto tipico (n. 101)
- I fantasmi dei muroni (n. 102)
- Che vita da cani (n. 103)
- La taccata (n. 107)
- Il diluvio (n. 113)
- Speciale Il Bertozzi Mei I bar fighi di Noceto[41] (libro)
- La seduta spiritica (libro)
- La sagra dello sgranfignone (libro)
- La festa fluo (libro)
- Il busone di Jeeg (libro)
- Odissea sulla Via Miglia (libro)

Esopo Reloaded: è una serie di testi (accompagnati ciascuno da una vignetta attinente disegnata da Leo Ortolani) scritta da Michele Ampollini e Marcello Cavalli. Le puntate sono state pubblicate su Rat-Man Collection dal n. 41 al 56, escluso il 48. Ognuna di esse occupa una singola pagina, comprensiva di vignetta e testo, e ha un sottotitolo che è il nome della storia in questione. L'origine del nome è dato sia per assonanza con Matrix Reloaded, sia per dare il senso delle fiabe "ricaricate" rispetto a quelle originali, gran parte delle quali arrivano da Esopo. Lo scopo dell'opera è quello di rivisitare miti, fiabe e personaggi della mitologia antica, come satiri, dei e terribili mostri che appaiono all'interno dei poemi epici. La particolarità però sta nelle modalità di rivisitazione: gli autori, infatti, stravolgono completamente gli schemi di personaggi e storia, creando situazioni volutamente paradossali e grottesche.
Elenco dei titoli
- Bellerofonte e la Chimera (n. 41)
- Il lupo e la giraffa (n. 42)
- La satira Selàtira (n. 43)
- Un animale e un contesto (n. 44)
- L'allodola e il maiale (n. 45)
- Il cavallo alato (n. 46)
- Il gatto e la volpe (n. 47)
- Il satiro beone e l'uccello stinfaleo (n. 49)
- Il platelminta e Bellerofonte (n. 50)
- Socrate e la cimice (n. 51)
- Il centauro baro (n. 52)
- Il cavalluccio marino e Marino il cavalluccio (n. 53)
- Il camaleonte e gli Stabilo Boss (n. 54)
- La farfalla e il verme (n. 55)
- Il calamaretto, il gamberetto, il totano e il pesciolino (n. 56)

Le ricette di Otello Teglia: è una serie di ricette satiriche pubblicata su Rat-Man Collection n. 70 e 72, a firma Andrea Plazzi.
Uomini & topi: è la rubrica della posta, presente in quasi tutti i numeri di Rat-Man Collection alla fine dell'albo, in cui l'autore rispondeva alle lettere (esclusivamente cartacee, mentre rispondeva direttamente alle e-mail con lo stesso mezzo) e venivano pubblicati i disegni mandati dai lettori. Uno dei momenti cult dell'anno era la premiazione della "cartolina orrenda", quando Ortolani sceglieva le cartoline più brutte speditegli durante l'estate e ai mittenti delle peggiori spediva un disegno originale.

## Accoglienza
Rat-Man Collection ha raggiunto un alto livello di apprezzamento e di seguito, vendendo più di 30 000 copie a numero (dato del 2007) e risultando «il fumetto supereroistico più venduto in Italia» da maggio 2000. Lo stesso Lupoi, direttore della Panini Comics, lo giudica il personaggio portabandiera della casa editrice.